# Slow Dance (chanson de R. Kelly)
Singles de R. Kelly
Honey Love
(mai 1992) Dedicated
(février 1993)
Slow Dance (Hey Mr DJ) est une ballade R&B de l'artiste américain R. Kelly accompagné du groupe Public Announcement, tirée de l'album Born into the 90's sorti en août 1992.

## Charts
Aux États-Unis, Slow Dance est resté classé durant 19 semaines au Billboard Hot 100. C'est le 2e titre de R. Kelly à être n°1 au Top R&B, après Honey Love (issu du même album).
| Classements / Pays (1992) | Meilleure position |
| ------------------------- | ------------------ |
| Billboard Hot 100         | 43                 |
| Top R&B                   | 1 (1 semaine)      |